# Trachonurus villosus
Trachonurus villosus és una espècie de peix de la família dels macrúrids i de l'ordre dels gadiformes.

## Morfologia
- Els mascles poden assolir 60 cm de llargària total.[5][6]

## Alimentació
Menja crustacis i mol·luscs.

## Hàbitat
És un peix d'aigües profundes que viu entre 514-1590 m de fondària.

## Distribució geogràfica
Es troba a les Illes Açores, Madeira, el Marroc, el Golf de Mèxic, el Carib, des del sud del Japó fins a les Filipines i Indonèsia, Hawaii i Austràlia Meridional.